# Proshermacha cuspidata
Proshermacha cuspidata is een spinnensoort uit de familie Anamidae. De wetenschappelijke naam van de soort werd voor het eerst geldig gepubliceerd in 1954 door Main.